# Venere di Sinuessa
La Venere di Sinuessa (o Venere Sinuessana  o, più propriamente, Afrodite di Sinuessa) è una scultura antica dell'età classica, rinvenuta nel 1911 nell'area archeologica dell'antica città di Sinuessa, nei pressi dell'attuale Mondragone (CE).
È di stile ellenistico ed è tradizionalmente attribuita allo scultore greco Prassitele o alla sua bottega, facendo così risalire la sua datazione al IV secolo a.C..
Tuttavia, il Museo Archeologico Nazionale di Napoli, nella quale la scultura è custodita col numero di inventario 321153, la riporta come "scultura di Afrodite, da Sinuessa, Mondragone, villa romana, marmo, II secolo a.C.".

## Storia
Il 25 gennaio 1911 il signor Leopoldo Schiappa faceva eseguire dei lavori di sterro per l'impianto di una vigna nella zona dell'Incaldana a Mondragone. Durante i lavori, il colono Antonio Guglielmo e il figlio Giovanni, urtarono con un piccone un corpo grosso e duro: stupiti, videro emergere dalla terra due pezzi di una scultura mutila delle braccia e del corpo. La notizia del ritrovamento si diffuse rapidamente nel paese e la scultura fu segnalata al Museo archeologico nazionale di Napoli. La statua fu condotta dall'archeologo Vittorio Spinazzola a Napoli il 10 aprile di quello stesso anno.
Spinazzola ricostruì la statua, facendo ricongiungere i due pezzi marmorei, e la chiamò la “Venere Sinuessana”, datandola al IV secolo a.C. e attribuendola allo scultore greco Prassitele, il quale insieme a Skopas e Lisippo è considerato uno dei grandi maestri dell'ellenismo. Tuttavia, con molta probabilità, la statua è una copia romana di un originale greco.
La Venere adornava un tempo una delle tante ville romane di Sinuessa. Si suppone che la villa appartenesse al celebre Marco Tullio Cicerone, avvocato, politico, scrittore, oratore e filosofo romano che come molti ricchi suoi contemporanei aveva una villa a Sinuessa, città famosa per le sue terme.

## Descrizione

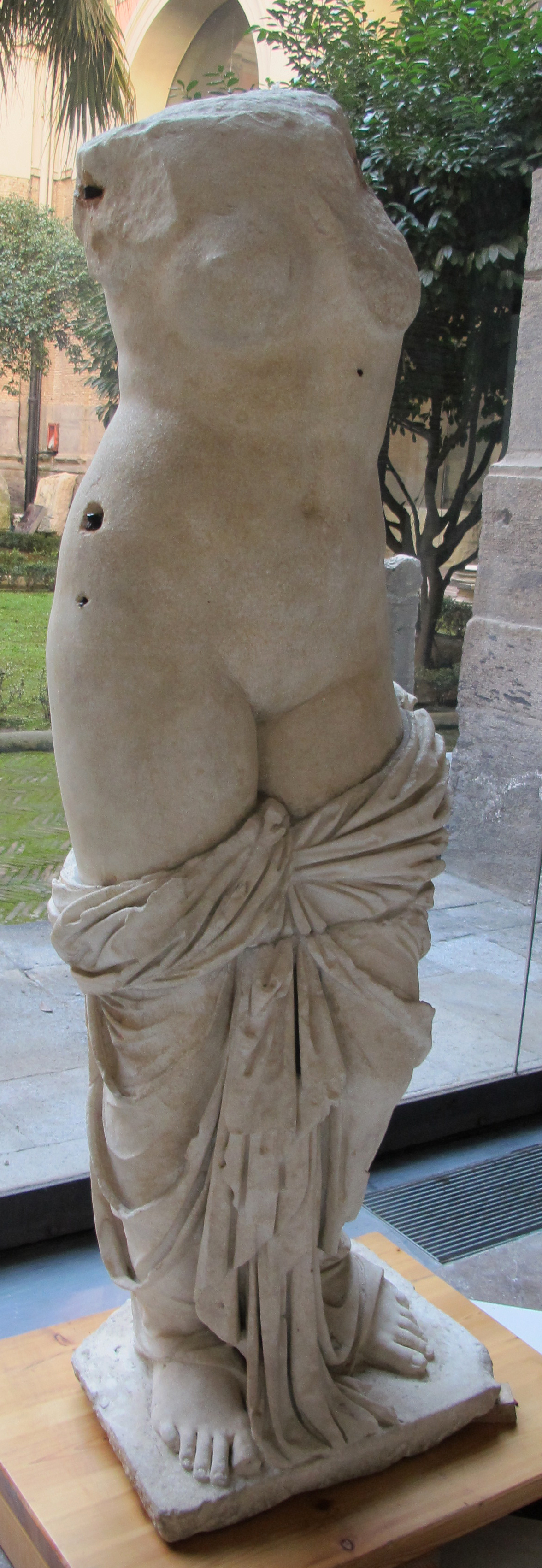
La Venere di Sinuessa in una fotografia del 2013.

### Aspetto attuale
Al giorno d'oggi, la scultura della Venere (o più propriamente Afrodite, nel caso in cui fosse effettivamente una statua greca) si presenta danneggiata e priva di molte parti importanti. Infatti, la statua è acefala (priva della testa) e mutila di entrambi gli arti superiori; si riscontra la mancanza anche di una porzione del seno sinistro e del gluteo sinistro. Altre lesioni sono riscontrabili in alcuni fori in varie zone del corpo, in alcune scheggiature della veste e nell'amputazione dell'alluce destro.
Nel complesso, la Venere è rappresentata come una donna quasi completamente nuda, se non per le zone coperte dalle vesti, che ella "trattiene" nella zona dei femori degli arti inferiori.

### Interpretazioni
La particolare rappresentazione, la mancanza delle braccia e la diversa natura del tessuto marmoreo, portano alla supposizione di almeno due ipotesi esplicative:
1. La prima ricostruzione è quella che vede nella statua la rappresentazione di una figura femminile occupata a prepararsi per andare a fare un bagno, probabilmente nelle acque del mare (visto il ritrovamento della statua nell'antica sede di Sinuessa, una città a ridosso delle coste del Mar Tirreno). Dunque, la spiegazione è che la cosiddetta Venere si stia spogliando, lasciandosi scivolare delicatamente la veste lungo il corpo e con le braccia forse alzate sopra il capo.
2. Al contrario, invece, la seconda ricostruzione è che la figura femminile stia tornando da un bagno e si stia asciugando con un telo, trattenendolo con almeno una delle mani delle ormai scomparse braccia.

## La statua nelle mostre

### A Paestum
Dal 23 marzo al 31 ottobre 2013, la Venere di Sinuessa è stata ambasciatrice in Italia delle "bellezze del Massico" nella mostra temporanea “Rosantico” al Museo Archeologico Nazionale di Paestum, dedicata ai temi della natura e della bellezza.

### A Vicenza
Dal 15 febbraio 2018 al 13 gennaio 2019, la statua sinuessana è stata prestata dal Museo Archeologico Nazionale di Napoli per metterla in mostra nell'esposizione temporanea organizzata da Intesa Sanpaolo, a cura dell’archeologa Federica Giacobello dell’Università degli Studi di Milano, “La seduzione. Mito e arte nell’antica Grecia”. L'esposizione, allestita nelle sale di Palazzo Leoni Montanari, sede di Vicenza delle Gallerie d'Italia, ha come tema centrale la figura di Afrodite (la romana Venere), la dea dell'amore e della seduzione, alla quale vengono accostate anche le figure del figlio Eros (il romano Cupido), di Elena di Troia e di giovani innamorati e belle fanciulle. Tra vasi a figure rosse, specchi, contenitori di ciprie e unguenti, spiccano in particolare nell'esposizione, oltre all'Afrodite di Sinuessa, altre due statue prestate dal Museo di Napoli, l'Afrodite che si slaccia il sandalo e l'Afrodite Anadyomene. Oltre al Museo partenopeo, altro collaboratore della mostra è il Museo Archeologico Nazionale di Reggio Calabria.

## Curiosità
- All'epoca del ritrovamento, la statua venne acquistata per solo 500 lire, mentre ne valeva almeno 500 000.
- Nel museo locale di Mondragone, il Museo Civico Archeologico "Biagio Greco", è presente una copia della statua in marmo nero.